# Verwaltungsgemeinschaft Waldheim
Die Verwaltungsgemeinschaft Waldheim  war eine Verwaltungsgemeinschaft im Freistaat Sachsen. Sie lag im Norden des Landkreises Mittelsachsen, zirka 35 km nordöstlich von Chemnitz und zirka 9 km südwestlich der Stadt Döbeln. Landschaftlich befand sich das Gemeinschaftsgebiet im Mittelsächsischen Hügelland im Tal der Zschopau. Die A 4 verlief südlich und die A 14 nördlich des Verwaltungsgebietes. Die A 14 ist über den Anschluss Döbeln-Nord und die A 4 ist über den Anschluss Hainichen zu erreichen. Das Gemeinschaftsgebiet war auch über die B 175 (nördlich) und B 169 (östlich) zu erreichen. Die Bahnstrecke Riesa–Chemnitz führte durch das Gemeinschaftsgebiet.

## Die Gemeinden mit ihren Ortsteilen
- Waldheim mit den Ortsteilen Waldheim (Stadt), Reinsdorf, Neumilkau, Vierhäuser, Massanei, Schönberg, Heiligenborn, Neuschönberg, Unterrauschenthal, Oberrauschenthal und Gilsberg
- Ziegra-Knobelsdorf mit den Ortsteilen Forchheim, Gebersbach, Heyda, Kaiserburg, Kleinlimmritz, Knobelsdorf, Limmritz, Meinsberg, Neuhausen, Pischwitz, Rudelsdorf, Schweta, Stockhausen, Töpeln, Wöllsdorf und Ziegra